# بنجامين اكايو ساكاسا
بنجامين اكايو ساكاسا (بالإسبانية: Benjamín Lacayo Sacasa)‏ (و. 1893 – 1959 م) هو سياسي من نيكاراغوا .